# Loveless (альбом)
Loveless (стилізовано як loveless ) — другий студійний альбом ірландсько-англійського рок- гурту My Bloody Valentine. Він був випущений 4 листопада 1991 року  у Великобританії лейблом Creation Records і в Сполучених Штатах лейблом Sire Records. Альбом був записаний у період з лютого 1989 року по вересень 1991 року, з вокалістом і гітаристом Кевіном Шилдсом, який проводив сесії та експериментував з гітарним вібрато, нестандартними налаштуваннями, цифровими семплерами і прискпіливими методами виробництва. Гурт найняв дев’ятнадцять різних студій і декілька різних інженерів під час тривалого запису альбому, а його остаточна вартість, за чутками, досягла 250 000 фунтів стерлінгів (еквівалент 480 000 фунтів стерлінгів у 2021 році).
Після міні-альбомів Glider (1990) і Tremolo (1991) Loveless посів 24 місце в чарті альбомів Великобританії та отримав широко оцінювався критиками за звукові інновації та «віртуальне переосмислення гітари» Шилдсом.  Однак після його випуску власник Creation Алан МакГі виписав групу з лейблу, оскільки вважав Шилдса надто складним для роботи, що, нібито, сприяло остаточному банкрутству лейблу. My Bloody Valentine намагалися записати продовження альбому та розпалися в 1997 році, зробивши Loveless їхнім останнім повноформатним релізом до mbv у 2013 році.
З моменту виходу Loveless багато критиків називали одним із найкращих альбомів усіх часів, твором-візитівкою у субжанрі шугейз, він мав значний вплив на багатьох наступних виконавців. У 2012 році він був перевиданий у вигляді комплекту з двох компакт-дисків, включаючи ремайстровані треки та раніше невидану півдюймову аналогову версію, і досяг вершини кількох міжнародних чартів. У 2013 році Loveless отримав срібний сертифікат Британської фонографічної індустрії.

## Запис
Запис My Bloody Valentine планувався на лютий 1989 року в Blackwing Studios у Саутворку, Лондон, і мав на меті концептуалізувати нове, більш студійне звучання для свого другого альбому. Гітарист Кевін Шилдс сказав, що їхній лейбл Creation Records вважав, що альбом можна буде записати за п'ять днів. За словами Шилдса, «коли стало ясно, що цього не станеться, вони злякалися». Після кількох непродуктивних місяців група переїхала у вересні до підвальної студії The Elephant у Ваппінгу, де провела вісім непродуктивних тижнів. Внутрішній інженер Нік Роббінс сказав, що Шилдс з самого початку дав зрозуміти, що Роббінс «просто був там, щоб натискати кнопки». Роббінса швидко змінив Гарольд Бургон, але, за словами Шилдса, основним внеском Бургона було показати групі, як користуватися комп'ютером у студії.
Бергон і Шилдс провели три тижні в студії Woodcray в Беркширі, працюючи над міні-альбомом Glider, який власник Creation Алан Макгі і Шилдс погодились випустити напередодні альбому. Алана Моулдера найняли для зведення пісні Glider «Soon» у Trident 2 у студії в Вікторії; пізніше ця пісня з'явилася як кінцевий трек на Loveless. Шилдс сказав про Моулдера: «Як тільки ми попрацювали з ним, ми зрозуміли, що хотіли б ще трохи!»  Коли група повернулася до роботи над альбомом, Моулдер був єдиним інженером, якому Шилдс довірив виконувати такі завдання, як підключення підсилювачів ; усім іншим інженерам, яким було присвоєно заслуги, сказали: «Ми настільки на вершині цього, що вам навіть не потрібно приходити на роботу». Шилдс сказав, що «ці інженери — за винятком Алана Моулдера та пізніше Анджалі Датт — були просто люди, які прийшли у студію ... все, що ми хотіли зробити, було неправильним, на їхню думку». За словами Шилдса, гурт віддав належне на обкладинці альбому всім присутнім під час запису, «навіть якщо все, що вони робили, це готували чай».

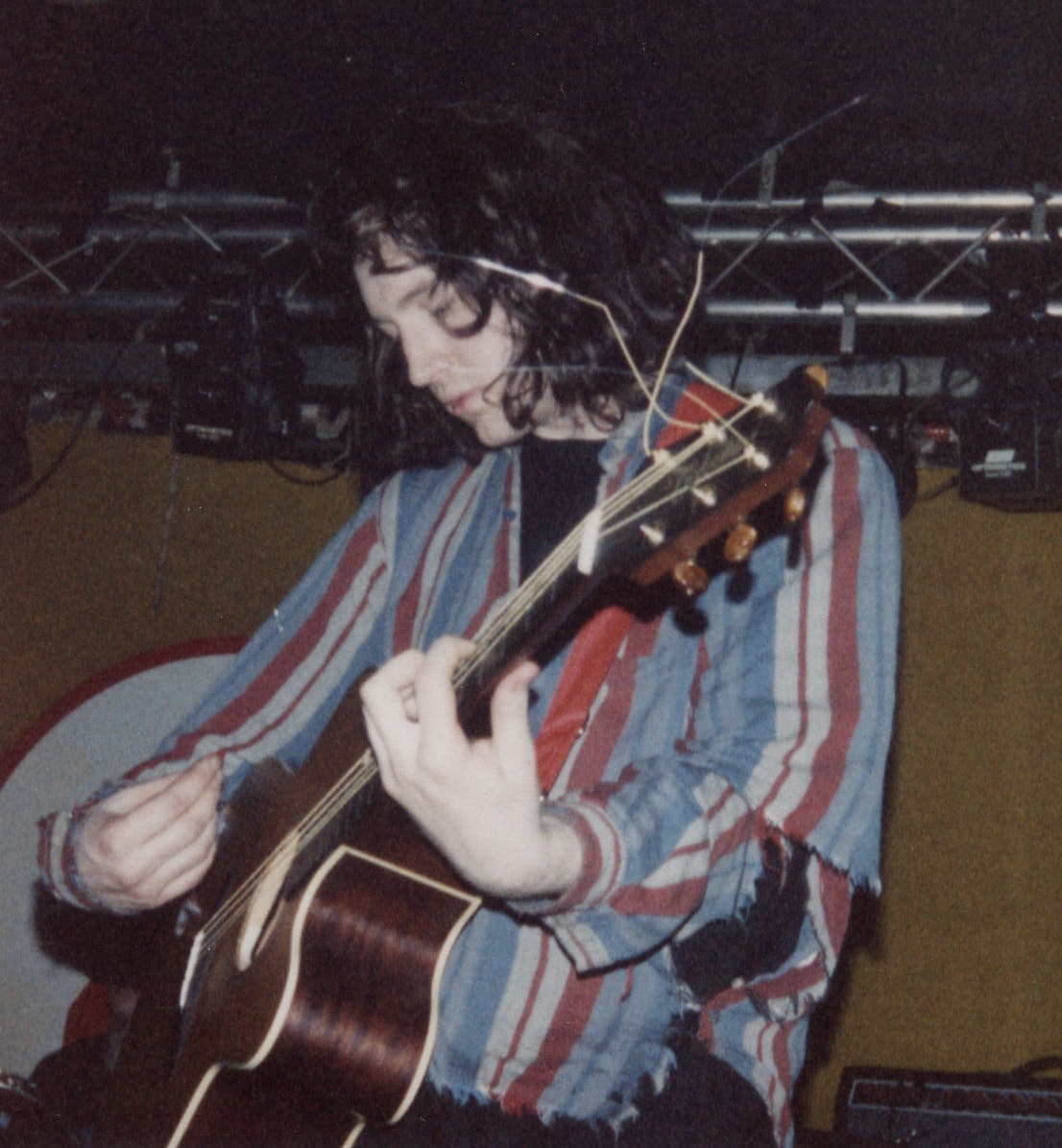
Кевін Шилдс виступає з My Bloody Valentine у 1989 році

Навесні 1990 року Анджалі Датт була найнята замість Моулдера, який пішов працювати з групами Shakespears Sister і Ride. Датт допоміг у записі вокалу та кількох гітарних треків. Протягом цього періоду група записувалася в різних студіях, часто проводячи один день на студії, перш ніж вирішити, що вона не підходить. У травні 1990 року My Bloody Valentine зупинилися на Protocol у Холловеї як на своїй основній локації, і почалася серйозна робота над альбомом, а також над другим EP під назвою Tremolo. Як і Glider, Tremolo містив пісню – «To Here Knows When» – який пізніше з'явився на Loveless. Гурт припинив запис влітку 1990 року, щоб гастролювати на підтримку випуску Glider. Коли Моулдер повернувся до проекту в серпні, він був здивований тим, як мало роботи було виконано. На той момент Creation були стурбовані тим, скільки коштує альбом. Моулдер знову пішов у березні 1991 року, щоб працювати на the Jesus and Mary Chain. В інтерв’ю Select Шилдс пояснив стоп-старт природу свого запису, використовуючи «When You Sleep» як приклад:
We recorded the drums in September '89. The guitar was done in December. The bass was done in April. 1990 we're in, now. Then nothing happens for a year really. So it doesn't have vocals at this stage? No. Does it have words? No. Does it even have a title? No. It has a song number. "Song 12" it was called. And ... I'm trying to remember ... the melody line was done in '91. The vocals were '91. There were huge gaps though. Months and months of not touching songs. Years. I used to forget what tunings I'd used.
Вокал був записаний на студіях Britannia Row і Protocol у період з травня по червень 1991 року, уперше у записі брала участь вокалістка Білінда Батчер. Шилдс і Батчер повісили штори на вікно між кімнатою керування студією та вокальною кабіною та спілкувалися з інженерами лише тоді, коли ті підтверджували хороший дубль, відкриваючи штору та махаючи рукою. За словами інженера Гая Фікссена, «нам не дозволяли слухати, поки хтось із них виконував вокал. Ви повинні були стежити за вимірювачами на магнітофоні, щоб побачити, чи хтось співає. Якщо він зупинився, ти знав, що треба зупинити стрічку та повернути її на початок». У більшості днів пара приїжджала, не написавши тексту пісні, яку мала записати. Датт згадував: «Кевін співав трек, а потім Білінда діставала касету і записувала слова, які, на її думку, міг співати він».

## Музика
Хоча Батчер написала близько третини текстів, більшу частину музики на Loveless написав і виконав Шилдс; за словами Шилдса, він єдиний музикант на альбомі, окрім "Touched". Шилдс взяв на себе обов'язки гітариста Батчер під час процесу запису; Батчер сказала, що вона не заперечувала, оскільки відчувала, що «ніколи не була чудовою гітаристкою». Басистка Деббі Гудж не брала участь в альбомі, хоча вона була вказана. Гудж сказала: «Спочатку я ходила [у студію] більшість днів, але через деякий час я почувалася досить зайвою, тому ходила менше». Батчер пояснив: «Насправді для Кевіна пояснити Деббі те, що він мав у своїй голові, і відтворити це правильно, було б болісним процесом». Моулдер сказав: «Це взагалі не було співпрацею ... У Кевіна було чітке уявлення про те, чого він хоче, але він ніколи цього не пояснював».
Loveless був здебільшого записаний у монозвуці , оскільки Шилдс вважав важливим, щоб звук альбому складався з «гітарного присмаку в середині та без приспіву, без ефекту модуляції». Шилдс коливає тремоло своєї гітари, коли він грає, що сприяє характерному звучанню гурту. Ця техніка – на прізвисько " ковзаюча гітара " – злегка згинає струни гітари в і не в тон. Шилдс сказав: «Люди думали, що це сотні гітар, хоча насправді там менше гітарних треків, ніж на демо-записах більшості людей». На відміну від інших груп шугейзингу початку 1990-х, My Bloody Valentine не використовували педалі хору чи флангера; Шилдс сказав: «Жоден інший гурт не грав на цій гітарі, як я [... ] Ми робили все виключно за допомогою тремоло».
Шилдс прагнув використовувати «дуже прості мінімальні ефекти», які часто були результатом студійної роботи. Він сказав: «Пісні справді просто структуровані. Багато з них навмисне такі. Таким чином ви можете отримати набагато більше, якщо возитеся з вмістом."  У 1992 році в інтерв’ю Guitar World Шилдс описав, як він досяг звуку, схожого на педаль вау-вау у пісні «I Only Said», граючи на гітарі через підсилювач із графічним еквалайзером. Після запису треку він перекинув його на інший трек за допомогою параметричного еквалайзера, в той час як він налаштував рівні еквалайзера вручну. На запитання, чи міг би він легше досягти ефекту, використовуючи педаль вау-вау, Шилдс відповів: «З точки зору звуку, так. Але не в підході» .
Усі барабанні треки, крім двох, були побудовані із семплів треків, виконаних барабанщиком Colm Ó Cíosóig. Оскільки під час запису Ó Cíosóig страждав від фізичних захворювань, він записав семпли різних барабанних патернів, які міг виконати. За словами Шилдса, «це саме те, що зробив би Колм, просто це зайняло більше часу». Ó Cíosóig достатньо відновився, щоб грати наживо на двох піснях: «Touched», яку він повністю написав і виконав, і «Only Shallow». Шилдс вважає, що слухачі не в змозі відрізнити живу гру на барабанах Ó Cíosóig від барабанних петель, окрім треків, які мають явно «семпловане» звучання, як-от орієнтована танцювальна «Soon». В альбомі широко використовуються семпли; за словами Шилдса, «Більшість зразків є фідбеком. Ми дізналися з гітарного фідбеку з великою кількістю спотворень, що ви можете створити будь-який інструмент, будь-який, який тільки можете собі уявити».
Вокал, однаково наданий Шилдсом і Батчер, зберігається відносно низько в міксі. Здебільшого вони високі, хоча інколи Шилдс співав вищий регістр, а Батчер — нижчий. За словами Шилдса, через те, що група так довго працювала над вокалом для альбому, він «не міг терпіти дійсно чистий вокал, де ви чуєте лише один голос», тому «це мало бути більше схожим на звук ». Бутчер сказав про свій «мрійливий, чуттєвий» стиль вокалу: «Часто, коли ми виконуємо вокал, це 7:30 ранку; зазвичай я щойно заснула, і мене потрібно розбудити, щоб заспівати». Щоб сприяти цьому ефекту, Шилдс і Ó Cíosóig взяли семпл голосу Батчер та повторно використали його як інструментал. Багатошаровий вокал у пісні "When You Sleep" був породжений розчаруванням у спробі отримати правильний звук. Шилдс прокоментував, що «вокал звучить так, тому що це стало нудним і надто деструктивним намагатися отримати правильний вокал. Тому я вирішив включити весь вокал. (Її співали 12 або 13 разів) »  Він пояснив:
На "When You Sleep" це звучить як ми з Біліндою співаємо разом, але це просто я  –  уповільнений і прискорений водночас. Деякі пісні ми співали ще раз і ще раз до того як нам стало нудно – зазвичай між 12 і 18 разів. Я почав сортувати касети, і це мене вразило, тому я просто відтворив їх усі разом, і це було справді добре – як один той, що неясно можна відрізнити, голос.
Текст пісень навмисно незрозумілий; Шилдс пожартував, що розглядає різні спроби розшифрувати слова на вебсайті гурту відповідно до їх точності. Він стверджує, що вони з Батчер «витратили набагато більше часу на тексти пісень, ніж будь-коли на музику». Слова часто писалися під час пізніх нічних восьми-десятигодинних сеансів перед тим, як пара мала записати вокал. Вони старанно працювали над тим, щоб тексти пісень не були тьмяними, але внесли деякі зміни; Шилдс сказав: «Немає нічого гіршого за погані тексти». Тим не менш, під тиском Девіда Кавана з Select ' який вимагав відкрити лише перший рядок пісні «Loomer», Батчер відмовилась, а Шилдс стверджував, що «абсолютно не знає», що вона співає.

## Тур
Після виходу альбому гурт My Bloody Valentine здійснив тур по Європі, який музичний критик Девід Кавана назвав «унікальною главою в живій музиці». Щоб відтворити вищі тони з Loveless, Шилдс найняв американську флейтистку Анну Квімбі. За словами друга гурту, «на ній була маленька спідниця, чорні колготки ... вона була маленькою інді-дівчинкою. Але коли вона дмухнула у флейту, це було як довбаний Вудсток»
Тур став сумно відомим своїм обсягом. Редактор NME Денні Келлі відвідав шоу, яке він назвав «скоріше тортурами, ніж розвагами». ... Я випив півпінти пива; вони вдарили свою першу ноту, і це було так голосно, що від нього залетіло скло». Під час наступного туру по США Шилдс і Батчер перевірили здатність своєї аудиторії витримувати шум, який відтворюється на великій гучності. За словами критика Марка Кемпа ; «Приблизно через тридцять секунд почався адреналін, люди кричать і трясуть кулаками. Через хвилину ви дивуєтесь, що відбувається. Ще через хвилину повна плутанина. Шум починає боляче. Шум продовжується. Через три хвилини ви починаєте робити глибокі вдихи. Через чотири хвилини настає спокій». Під час туру музична преса звинуватила My Bloody Valentine у злочинній недбалості, яка виключила тривалий період екстремального білого шуму під час «You Made Me Realise». У грудні 2000 року Моджо назвав тур другим найгучнішим в історії.

## Наслідки
Незважаючи на очікування, що гурт прорветься після успіху Loveless , незабаром після цього вони розпалися і записувалися лише спорадично протягом наступних двох десятиліть. Не маючи можливості випустити третій альбом, Шилдс ізолювався і «збожеволів», наводячи порівняння в музичній пресі з поведінкою таких музикантів, як Брайан Вілсон з Beach Boys і Сід Барретт з Pink Floyd. Інші учасники гурту пішли своїми шляхами; Батчер записала вокал до синглу Collapsed Lung 1996 року «Board Game»  і двох треків («Ballad Night» і «Casino Kisschase») з альбому гурту Cooler 1996 року. Гудж був помічений як водій таксі в Лондоні  і створив супергрупу Snowpony у 1996 році . Ó Cíosóig приєднався до Hope Sandoval &amp; the Warm Inventions , а Шилдс співпрацював з Yo La Tengo, Primal Scream і Dinosaur Jr. 
Шилдс записував нову музику у своїй домашній студії, але покинув її. Згідно з джерелами, на частину музики, можливо, вплинула джангл-музика. Шилдс сказав: «Ми зробили альбом з напівзавершених речей, і його просто викинули, але це було того варте. Воно було мертве. У ньому не було того духу, того життя»  Пізніше він сказав: «Я просто перестав записувати записи, і я вважаю, що це може здатися людям дивним. «Чому ти це зробив?» Відповідь: це було не так добре [як Loveless ]. І я завжди обіцяв собі, що ніколи цього не зроблю, випустити гіршу платівку». Він сказав Magnet про свою впевненість у записі ще одного альбому My Bloody Valentine, і пояснив незначну кількість результатів браком натхнення. Третій альбом My Bloody Valentine, mbv, нарешті вийшов у 2013 році, через 22 роки після Loveless.

## Прийняття критиків
Хоча Шилдс побоювався різкої критики, Loveless отримав визнання критиків. «Альбом без аналогів», — написав Ендрю Перрі в Select. «Його творче натхнення не віриться. Хоча "To Here Knows When" є досить дивним треком з одинадцяти, це чудове спотворення дає справедливий сигнал про те, чого очікувати – несподіване. Усе, що ви чуєте, плутає ваше уявлення про те, як поп-пісня має бути зіграна, аранжована та створена».  Мартін Астон у Q писав, що «інструментал «Touched» особливо вражає, як п’яна бійка між сиропним саундтреком Діснея та східною мантрою. Загалом, Loveless є фактичним переосмисленням гітари».
Рецензент NME Деле Фаделе побачив My Bloody Valentine як «проект» для жанру shoegaze і написав: «з Loveless ви могли очікувати, що ірландсько-англійське партнерство піддасться самопародії або імітації The Scene That's Delighted To Eat Quiche [...] Але ні, Loveless пускає посріблену кулю в майбутнє, сміливо бажаючих спробувати відтворити його суміш настроїв, почуттів, емоцій, стилів і, так, інновацій». У той час як Фаделе висловив деяке розчарування тим, що група, здавалося, відмежовується від танцювальної музики та басових партій реггі, він зробив висновок: «Loveless піднімає ставку, і, якою б декадентською не можна було вважати ідею піднесення інших людей до божеств, My Bloody Valentine, провалом і все, заслуговують більше, ніж ваша повага». Дописувач Melody Maker Саймон Рейнольдс високо оцінив альбом і написав, що Loveless «[підтверджує], наскільки унікальні, незрівнянні MBV». Він писав: «Разом із Yerself is Steam Mercury Rev, «Loveless» є найвіддаленішим, найпотаємнішим, найдосконалішим рок-записом 1991 року». Рейнольдс зауважив, що його єдина критика полягала в тому, що «хоча My Bloody Valentine розширили й удосконалили те, чим вони вже були, вони не змогли мутувати чи зробити стрибок у щось поза межами».
Незважаючи на те, що Creation були задоволені останнім альбомом, а перші відгуки музичної преси були позитивними, лейбл незабаром зрозумів, що хоча, за словами плагера Джеймса Кілло, «це був такий гарний запис, і було чудово мати його ... це просто не звучало як платівка, яка збиралася окупити всі гроші, витрачені на неї» Алану Макгі сподобався запис, але він сказав: «Було цілком зрозуміло, що ми не можемо винести ідею пройти через це знову, тому що нічого не говорить про те, що [Шилдс] не зробить те саме знову. Цього достатньо. Відступимо назад». Незважаючи на серйозну нестачу грошей, Creation профінансували короткий тур північною Англією наприкінці 1991 року. У той час група ускладнювала маркетинг Loveless — синглів не було, а назву гурту було заборонено вказувати на конверті платівки. Макгі вже був виснажений і розчарований. Він згадував: «Я думав: я пішов до стіни заради вас. Якщо цей запис вибухне, я вкрав гроші свого батька. І вони були такими ... нерозуміння чиєїсь позиції» Алан МакГі відмовився від My Bloody Valentine із Creation незабаром після виходу альбому, тому що він не міг більше працювати з Шилдсом; «Це був або він, або я», — сказав він The Guardian у 2004 році . Loveless посів 24 місце в чарті альбомів Великобританії та не потрапив у чарт Сполучених Штатів, де його розповсюджував Sire Records. У 2003 році Rolling Stone підрахував, що Loveless було продано 225 000 примірників.

## Спадщина
Музикант Браян Іно сказав, що «Soon» «встановив новий стандарт поп-музики. Це найрозпливчастіша музика, яка коли-небудь була хітом»  Роберт Сміт з The Cure відкрив Loveless після періоду майже виключного прослуховування диско та/або ірландських гуртів, таких як Dubliners, щоб уникнути своїх сучасників, і сказав: «[My Bloody Valentine] був першим гуртом, який я почув, який досить чітко злий на нас, і їхній альбом Loveless, безперечно, є одним із трьох моїх улюблених записів за весь час. Це звук когось [Шилдса], який настільки захоплений, що збожеволів. І той факт, що вони витратили на це стільки часу і грошей, це так чудово»  Біллі Корган із Smashing Pumpkins сказав Spin : «У гітарній музиці рідко хтось робить щось нове [...] У той час усі думали: „Як, в біса, вони це роблять?“ І, звісно, це набагато простіше, ніж будь-хто може собі уявити».  Грег Пучіато з Dillinger Escape Plan назвав Loveless одним із альбомів, які змінили його життя, згадуючи: "Коли я був молодшим, я слухав лише рифи та вокал і більш традиційний стиль композиції. Тому, коли я почув цей запис My Bloody Valentine, він був настільки абстрактним і дивним у мистецькому плані, що зрештою спрямував мене на інші музичні шляхи».
Гурт Japancakes записав кавер-альбом "Loveless", який включає всі пісні з оригіналу в однаковій послідовності. Кавер-альбом був випущений на Darla Records у 2007 році 

## Персонал
Усі титри персоналу адаптовані з нотаток Loveless ' 
- Colm Ó Cíosóig – барабани, клавіатура семплів
- Білінда Батчер – вокал; гітара (credited, does not perform)
- Деббі Гудж — бас (credited, does not perform)
- Кевін Шилдс – гітара, вокал, семпл-клавіатура; bass (uncredited)

1. ↑  The following sources have described Loveless as shoegaze:
  - The 50 Best Shoegaze Albums of All Time. Pitchfork (англ.). с. 5. Архів оригіналу за 22 листопада 2016. Процитовано 23 вересня 2020.
  - Erlewine, Stephen Thomas. My Bloody Valentine Biography. AllMusic (англ.). Архів оригіналу за 3 червня 2012. Процитовано 31 травня 2012.
  - Fadele, Dele (9 листопада 1991). My Bloody Valentine – Loveless. NME (англ.). Архів оригіналу за 12 жовтня 2000. Процитовано 3 лютого 2017.
  - McCabe, Brian. Songs for the loveless. Metro Times (англ.). Архів оригіналу за 5 лютого 2018. Процитовано 5 лютого 2018.
2. ↑  The following sources have described Loveless as dream pop:
  - 100 Greatest Albums 1985-2005: No.22 'Loveless'. Spin. July 2005. с. 78. ISSN 0886-3032. Архів оригіналу за 20 липня 2021. Процитовано 15 листопада 2020.
  - Zaleski, Anne (6 лютого 2013). My Bloody Valentine Finally Follows Through On Its Post-'Loveless' Promise. Las Vegas Weekly. Архів оригіналу за 22 грудня 2015. Процитовано 22 грудня 2015. [Архівовано 2015-12-22 у Wayback Machine.]
3. ↑  Kot, Greg. My Bloody Valentine at the Aragon review. Chicago Tribune. Архів оригіналу за 5 жовтня 2017. Процитовано 17 червня 2017.
4. ↑  Lester, Paul (12 березня 2004). I lost it. The Guardian. Архів оригіналу за 8 грудня 2020. Процитовано 27 грудня 2020.
5. ↑  Reilly, Nick (31 березня 2021). My Bloody Valentine sign with Domino Records and release back catalogue on streaming services. NME. Архів оригіналу за 31 березня 2021. Процитовано 31 березня 2021.
6. ↑  Creation Records:
  - Nash, Stewart (3 листопада 2016). My Bloody Valentine's Loveless turns 25. Creation Records. Процитовано 5 листопада 2021.

My Bloody Valentine:
  - @mbvofficial (4 листопада 2021). happy birthday loveless (Твіт). Процитовано 5 листопада 2021 — через Твіттер.

Media:
  - My Bloody Valentine Released "Loveless" 30 Years Ago Today. Magnet Magazine. 4 листопада 2021. Процитовано 5 листопада 2021.
  - My Bloody Valentine masterpiece 'Loveless' turns 30. Far Out Magazine. 5 листопада 2021. Процитовано 5 листопада 2021.
  - Winograd, Jeremy (4 листопада 2021). No Love Lost: My Bloody Valentine's Loveless at 30. Slant Magazine. Процитовано 5 листопада 2021.
  - Thill, Scott. An Open Love Letter to My Bloody Valentine's Loveless. Wired. Процитовано 5 листопада 2021.
  - Loveless Turns 20. Stereogum. 4 листопада 2011. Процитовано 5 листопада 2021.
7. ↑  Sager, Brooke (20 червня 2020). 100 Best Albums of the '90s. Chron. Архів оригіналу за 24 липня 2020. Процитовано 4 листопада 2020.
8. 1 2 3 4 5 6 7 8 9 10 11 12 13 14 15 16 17 18 19 20 21 22 23 24 25 26 27 28 29 30 31  McGonigal, 2007
9. ↑  Cavanagh, David: Select, February 1992
10. 1 2 3 4 5 6 7 8  Cavanagh, 2000
11. 1 2  Klosterman, Chuck (July 2005). My Bloody Valentine – 'Loveless'. Spin.
12. ↑  DeRogatis, 2003
13. 1 2  DeRogatis, Jim (2 грудня 2001). A love letter to guitar-based rock music. Chicago Sun-Times. Архів оригіналу за 6 березня 2015. Процитовано 24 серпня 2007.
14. 1 2 3  Gabriel, Clive (December 1991). My Bloody Valentine. Lime Lizard.
15. ↑  di Perna, Alan (March 1992). Bloody Guy. Guitar World.
16. ↑  Kemp, Mark (1992). The Beauty In The Beast. Options Magazine. [Butcher's is] a soft, airy voice which acts as the wind in the Valentines' turbulent tunnel. Shields and Ó Cíosóig even sample her voice so they can regurgitate it digitally as the sound of a flute or other woodwind instruments. 'It gives it the texture of a human voice,' Shields says, 'but doesn't sound particularly human.'
17. ↑  Select, January 1992 – from a piece accompanying the album's placing at #6 in the magazine's list of the best albums of 1991
18. ↑  Select, February 1992.
19. ↑  various, ed.
20. 1 2  Erlewine, Stephen Thomas. My Bloody Valentine Biography. AllMusic. Архів оригіналу за 3 червня 2012. Процитовано 31 травня 2012.
21. 1 2  Lester, Paul (12 березня 2004). I lost it. The Guardian. Архів оригіналу за 19 серпня 2007. Процитовано 6 серпня 2007.
22. ↑  Collapsed Lung, Bilinda Butcher vocals (16 вересня 1996). Board Game (compact disc). Deceptive Records, London Records.
23. ↑  Collapsed Lung – Cooler. Discogs. Архів оригіналу за 7 березня 2016. Процитовано 24 лютого 2015.
24. 1 2  DeRogatis, 2003
25. ↑  My Bloody Valentine Exclusive Interview. Creation Records. 24 серпня 2007. Архів оригіналу за 24 серпня 2007. [Архівовано 2007-08-24 у Wayback Machine.]
26. ↑  Rondeau, Bernardo (29 січня 2003). My Bloody Valentine – Loveless. PopMatters. Архів оригіналу за 13 серпня 2007. Процитовано 24 серпня 2007.
27. ↑  Phares, Heather. Loveless – My Bloody Valentine. AllMusic. Архів оригіналу за 12 червня 2019. Процитовано 31 травня 2012.
28. ↑  Raggett, Ned. My Bloody Valentine – interview with KUCI. KUCI. Архів оригіналу за 12 вересня 2010. Процитовано 23 серпня 2007.
29. ↑  Dansby, Andrew (24 вересня 2003). Kevin Shields Found on "Lost". Rolling Stone. Архів оригіналу за 1 жовтня 2007. Процитовано 5 серпня 2007. [Архівовано 2007-10-01 у Wayback Machine.]
30. ↑  My Bloody Valentine set to record again. NME. 15 січня 2007. Архів оригіналу за 9 червня 2007. Процитовано 5 серпня 2007.
31. ↑  Vincent, Alice (4 лютого 2013). My Bloody Valentine release surprise album after 22 years and stream on YouTube. The Daily Telegraph. Архів оригіналу за 5 лютого 2013. Процитовано 5 лютого 2013.
32. ↑  The Stud Brothers (November 1991). My Bloody Valentine: The Class of '91. Melody Maker. 'I think we're gonna get a panning,' he says. 'In a weird way, even though we haven't done an album for three years, we've been overexposed. I mean, a couple of months ago you couldn't read a review without seeing our name mentioned. It was ridiculous. It was like, 'Oh my God, there's gonna be a definite backlash. People are gonna hate us just because our name's mentioned so much.'
33. ↑  Fadele, Dele (9 листопада 1991). My Bloody Valentine – Loveless. NME. Архів оригіналу за 12 жовтня 2000. Процитовано 3 лютого 2017.
34. ↑  Reynolds, Simon (2 листопада 1991). Valentine Daze. Melody Maker.
35. ↑  500 Albums: 219. Loveless. Rolling Stone. 1 листопада 2003. Архів оригіналу за 6 листопада 2007. Процитовано 5 серпня 2007. [Архівовано 2007-11-06 у Wayback Machine.]
36. ↑  Symphonic Chaos. Melody Maker. December 1990. And it won them acclaim from Brian Eno, who, in a lecture at New York's Museum Of Modern Art, described it as 'the vaguest piece of music ever to get into the charts'. If Steve Reich or Glenn Branca had been responsible for it, he continued, they would have been given an award by the classical music establishment.
37. ↑  Hodgkinson, Will (30 травня 2003). Timeless tunesmith. The Guardian (англ.). Архів оригіналу за 20 липня 2021. Процитовано 8 грудня 2007.
38. ↑  Murphy, Peter (May 2004). Lost In Transmutation. Hot Press.
39. ↑  Jorgl, Stephanie. Alan Moulder: Self-taught Audio Kingpin. Audiohead.net. Архів оригіналу за 13 серпня 2007. Процитовано 24 серпня 2007.
40. ↑  Mazetto, Luiz (22 листопада 2016). O Dillinger Escape Plan decidiu encerrar a carreira do melhor jeito possível. Noisey (порт.). Vice. Архів оригіналу за 24 лютого 2020. Процитовано 11 березня 2020.
41. ↑  Murray, Noel.
42. ↑  Album notes for Loveless.